# 地表
地表或地面指地球表面，总面积约为5.1亿平方千米。其中海洋覆蓋了地球約71%－72%的表面積（~3.6×108平方公里），陆地则是地球表面未淹沒在海洋下的區域，总面积约为1.49亿平方千米。
引发地形变化的力称为地质作用。

## 特征

### 地形
地形是对地表形态的笼统表述。
- “陸地地形”通常劃分爲平原、高原、山地、丘陵、台地和盆地及峽谷
- “海底地形”通常劃分爲大陸架、大陸坡、海溝、海盆（海洋盆地）和大洋中脊等類型。

### 地貌
地貌是对地表形态的具体表述。常见的地貌类型有喀斯特地貌、黄土地貌、雅丹地貌、丹霞地貌和峡湾地貌等等。根据地表形态规模的大小，有全球地貌，有巨地貌，有大地貌、中地貌、小地貌和微地貌之分。

## 划分

### 陆地
岩石及其风化物（包括土壤）的表层，不包括冰面和水面。
按表层物质分：
- 岩石地表

如石漠、戈壁
- 沙质地表

如沙漠、沙滩
- 泥质地表

如泥漠
- 土壤地表

如森林土地表，草原土地表
- 水体底土表面

如湖底土、河底土、海底土